# Campo Verde
Campo Verde è un comune del Brasile nello Stato del Mato Grosso, parte della mesoregione del Sudeste Mato-Grossense e della microregione di Primavera do Leste.